# 139工程
139工程（俄語：Объект 139），又称T-54M，是苏联的一款中型坦克原型车，由T-54A中型坦克改进而来。

## 研发历史
1955年2月24日，苏联部长会议委派下塔吉尔的乌拉尔重型机械厂第183工厂设计一款T-54A的火力加强型，由总设计师列奥尼德·卡采耶夫负责。至1956年2月底，共生产139工程样车3辆。原型车在3月的工厂测试中，暴露出稳定仪存在若干故障。同年年底， 在克拉斯诺雅斯克机械工厂（俄语：Красногорский завод）和中央自动化与液压研究所（俄语：ЦНИИАГ）的协助下，183厂排除了故障并将139工程交付国家验收。
139工程在1957年1月至4月接受了军方测试，针对测试中出现的问题，183厂再次对火炮和瞄具的稳定装置进行了改进。1959年2月和4月，两辆139工程样车再次接受军方测试，在中央科研炮兵试验场分别试射771发和591发。不幸的是，由于炮管炸膛，两辆试验车都未能保存至今。出于后勤考虑，139工程最终未能批准投产，但其火炮由140工程、430工程、以及T-62原型车165工程继承，车体的一些改进、稳定仪和夜視装备则被用于T-55的升级中。仅存的一辆139工程原型车现保存于卡卢加州科澤利斯克的俄罗斯军队文化纪念馆（俄语：Дома культуры Российской Армии）。

## 设计特点
139工程的主武器为一门100毫米D-54TS坦克炮（GRAU编号2A24），配有多孔制退器和排煙器。“闪电”稳定仪为火炮提供双轴稳定，提高行进间射击精度。由于炮座较原有的D-10戰車砲重500千克，为保证战斗全重不变，车体侧面装甲由80毫米减少至70毫米。炮塔前部和炮盾形状经过修改，使其融为一体，而不像T-54呈突出的猪鼻形。内部油箱容积从532升增加至560升。车体内部，电台更换为R-113和TP-R-120，并分别为车长和驾驶员增加了TKN-1观察镜、TVN-2和TPN-1夜视镜。除此之外，139工程和T-54A基本相同。